# 渋谷インフォスタワー
渋谷インフォスタワー（しぶやインフォスタワー、Shibuya Infoss Tower）は、東京都渋谷区桜丘町に所在する、住友不動産が開発し保有する超高層複合ビルである。1998年3月竣工。

## 概要

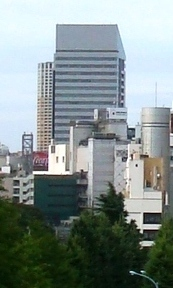
渋谷インフォスタワー（中央）

敷地の形状が不整形であるため、東側の道路に建物の外郭線をそろえ、北側と西側に不整形な自然公園が作られている。また南側にはポケットパークが配され、北側から南側へ見通しのきく公園も整備されている。このほか、敷地の北西角から入口玄関にわたる道路の起点には、粟津潔の彫刻「天女」が設置されている。
21階建ての本ビルはセンター・コア方式の3面オフィスをなし、竣工前にテナントは満杯となった。
最上部の21階と20階は住居区画であり、高級賃貸マンション「渋谷インフォスタワーハイツ」として運営されている。
地下1階にはフィットネスクラブ「エスフォルタ渋谷」があり、プール部分は地上までの吹き抜けとなっている。2017年6月に「エスフォルタ渋谷」を改装オープンし、新たにバーカウンターや男性も利用できるエステルーム等が設けられた。
開業当時の渋谷駅周辺では、超高層ビルの竣工は東邦生命本社ビル以来約23年ぶりとなった。オフィス区画にはインターキュー（現：GMOインターネットグループ）など複数のIT系企業が入居し、ネットバブル前夜の1999年頃に生まれた新語「ビットバレー」発祥の地の一翼を担った。2001年には同じ桜丘町内にセルリアンタワーが建設された。
近接して、2004年8月に竣工した8階建ての渋谷インフォスウイングが立地する。

## 主な施設
- 20 - 21階：渋谷インフォスタワーハイツ（住居区画）
- 21階：スーパーマイクロ
- 20階：RECEPTIONIST
- 19階：HoYoverse
- 16 - 18階：ワンキャリア
- 11 - 15階：アミューズ
- 13階：マイクロアド
- 9階：カーディフ損害保険
- 8階：カーディフ生命保険
- 7階：日本ワークス
- 6階：ココナラ
- 5階：アミューズ、インターグルーヴプロダクションズ、ブラッセルズ、インターネット・ビジネス・ジャパン、インターネット・アカデミー渋谷校、ウェブスタッフ
- 4階：NetEase Games 桜花スタジオ 渋谷オフィス
- 2階：ルーデン・ホールディングス、ルーデン・ライフサービス、R･T･S リンケージ
- 1階：エントランスフロア、Cafe Rieven coffee & convenience
- B1階：スポーツクラブ「エスフォルタ渋谷」
- B3 - B2階：地下駐車場
- B4階：機械室